# Manifest destiny

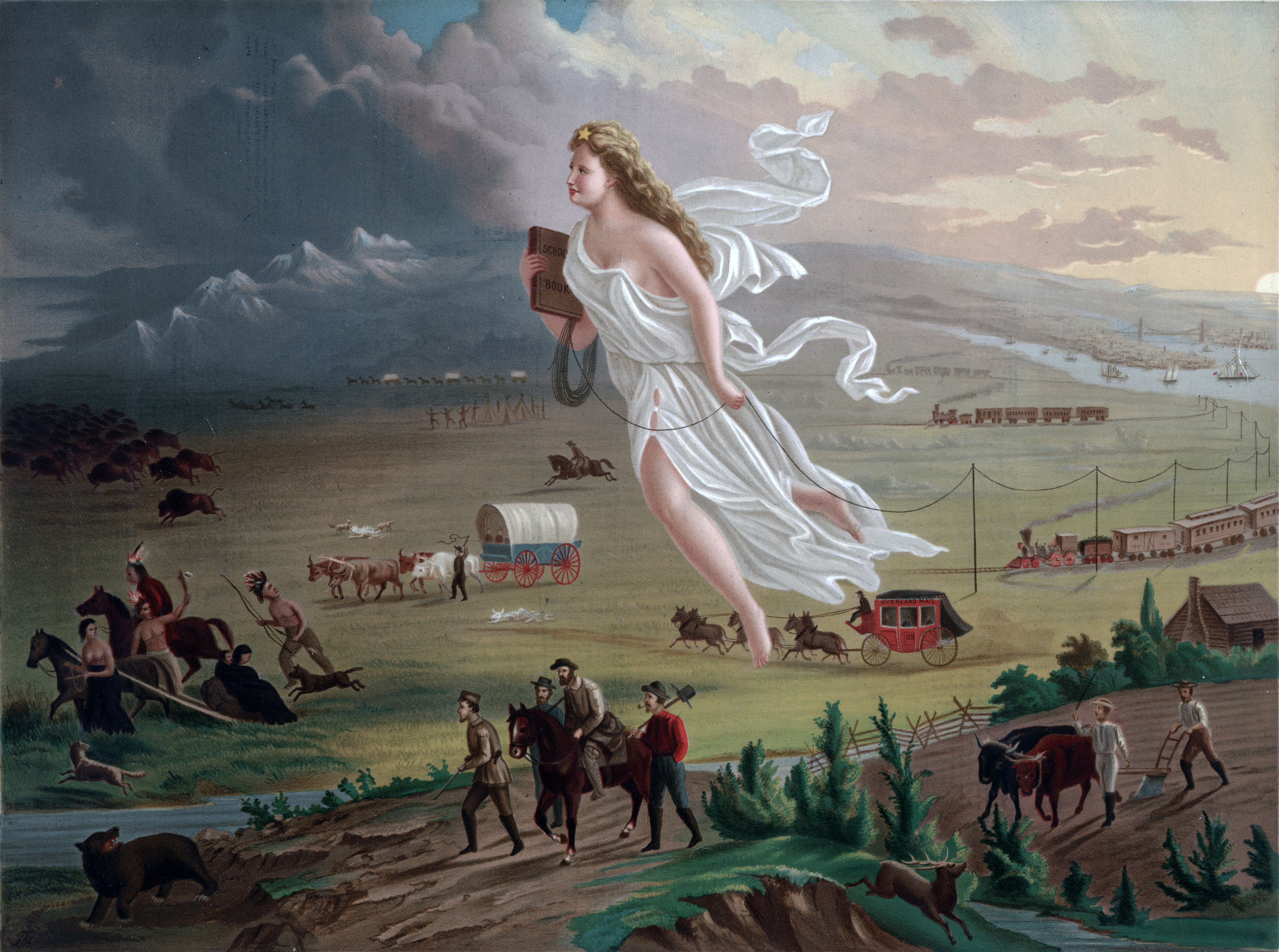
Den nationalromantiska målningen American Progress av John Gast, 1872, föreställer Columbia ledande det amerikanska folket västerut, en allegorisk föreställning av manifest destiny.

Manifest destiny ("Ett bestämt öde", "bestämt mål" eller Ödets manifest) är en doktrin som utvecklades i USA på 1830- och 1840-talen. Den uttrycker övertygelsen att USA var förutbestämt att expandera västerut ända till Stilla havet. Uttrycket användes första gången i mitten av 1800-talet, ofta för att uppmuntra amerikansk territoriell expansion.
Många amerikaner fascinerades av tanken att USA hade en speciell uppgift: att civilisera Nordamerika. Detta väckte visioner om den nya amerikanska civilisationen – invandrarna till USA – som inte gick att stoppa förrän hela kontinenten ända till Stilla havet hade blivit civiliserad.

## Kontext

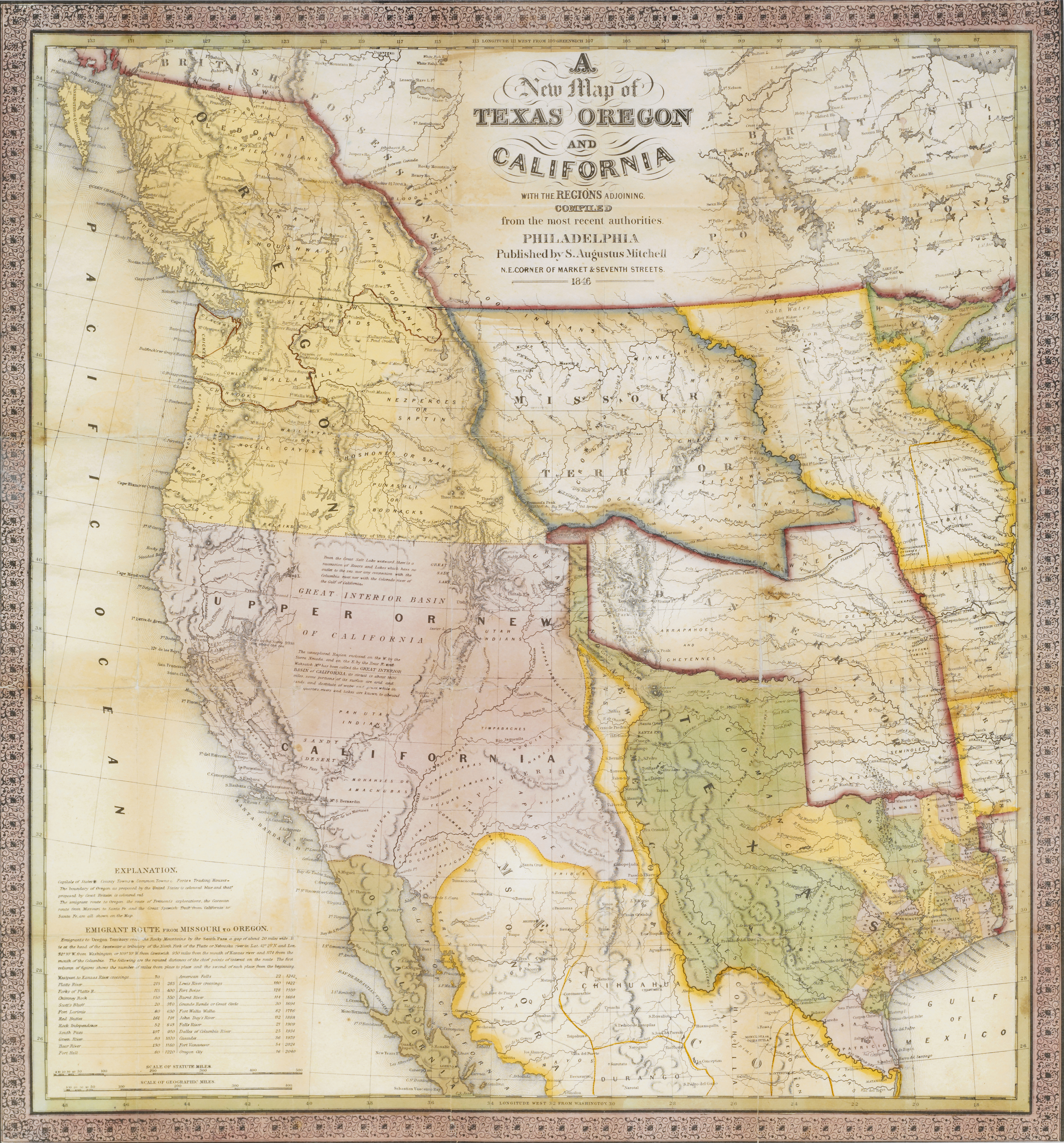
A New Map of Texas, Oregon, and California, Samuel Augustus Mitchell, 1846

Det fanns aldrig en uppsättning principer som definierade det "bestämda ödet". Begreppet var mer en allmän idé snarare än en specifik politik som var kopplad till ett motto. Illa definierat men uppriktigt känt, var det bestämda ödet ett uttryck för övertygelse enligt expansionismens moral och värderingar som kompletterade andra populära idéer vid den tiden, inklusive amerikansk exceptionalism och nationalromantik. Andrew Jackson, som talade om att "utvidga området med frihet", såg detta som ett exempel på Amerikas bibehållna storhet, nationens spirande känsla av romantisk självidentitet och expansionism.
Men Jackson var inte den enda presidenten som utarbetade principerna bakom det manifesterade ödet. Eftersom det saknades en entydig redogörelse för dess logiska grund erbjöd förespråkare divergerande och till synes motstridiga synpunkter. Medan många författare främst fokuserade på amerikansk expansion, vare sig det gällde till Mexiko eller över Stilla havet, såg andra termen som ett diskussionsunderlag.
Utan en överenskommelse om tolkning, än mindre en utarbetad politisk filosofi, blev dessa motstridiga åsikter om Amerikas öde aldrig klarlagda. Ernest Lee Tuveson sammanfattar denna mångfald av möjliga åsikter: "Ett stort komplex av idéer, politik och handlingar innefattas  under samlingsbegreppet manifest destiny. De är inte, som vi borde förvänta oss, likartade, och de kommer inte heller från en och samma källa."